# Кубарєв Олег Михайлович
Олег Михайлович Кубарєв (біл. Алег Міхайлавіч Кубараў, рос. Олег Михайлович Кубарев, нар. 8 лютого 1966, Жодино) — білоруський і радянський футболіст, який грав на позиції центрального півзахисника. В даний час головний тренер юрмальського «Спартакса».

## Кар'єра

### Ігрова
Перший тренер — Петро Міхеєв.
Грав в різних білоруських клубах, а також в Росії, Латвії та Казахстані. У 1996 остаточно повернувся в Білорусь. У 2001 закінчив кар'єру в клубі другої ліги СКАФ.

### Тренерська
Тренерську кар'єру розпочав у 2001 році, ставши граючим тренером клубу СКАФ. З 2003 року очолював «Даріду», а з 2006 року був головним тренером жодинського «Торпедо».
У грудні 2009 року Кубарєв став головним тренером «Гомеля», який за підсумками сезону 2009 року втратив місце в Вищій лізі. Він допоміг клубу повернути місце в елітному дивізіоні, а потім і взяти трофеї: Кубок Біларусі і бронзові медалі чемпіонату Беларуси у 2011 році. У березні 2012 «Гомель» також здобув перемогу над борисівським БАТЕ в Суперкубку Білорусі. У листопаді 2012 року з'явилася інформація про те, що Кубарєв покине «Гомель» після закінчення сезону. В результаті «Гомель» не зміг взяти медалі (4 місце), а Кубарєв закінчив роботу в клубі.
В лютому 2013 року очолив латвійський «Спартакс» з Юрмали, проте вже у липні того ж року контракт з юрмальською командою був розірваний.
У вересні 2013 року став головним тренером молдавського «Зімбру». При Кубарєві в кишинівському клубі з'явилися білоруські футболісти — Кирило Павлючек і Дмитро Климович, з якими він раніше працював в «Гомелі». У травні 2014 року Кубарєв привів «Зімбру» до першого за останні сім років трофея — Кубка Молдови. Пізніше також виграв і Суперкубок, а також довів «Зімбру» до раунду плей-офф Ліги Європи. В грудні 2014 року покинув пост головного тренера «Зімбру».
В січні 2015 року Кубарєв зайняв 821-е місце в рейтингу клубних тренерів видання Football Coach World Ranking.
20 січня 2015 офіційно очолив інший клуб з Кишинева — «Дачію» (Кишинів), яка на той момент очолювала турнірну таблицю чемпіонату Молдови. Однак, на чолі «Дачії» знаходівся тільки в одному офіційному матчі. 9 березня 2015 року контракт з кишинівським клубом був розірваний.
З початку 2016 року знову очолив латвійський «Спартакс».

## Досягнення

### Ігрові
«Металург» (Молодечно)
- Чемпіон БРСР: 1991
- Володар Кубка БРСР: 1990, 1991

### Тренерські
«Гомель»
- Переможець Першої ліги Білорусі: 2010
- Бронзовий призер чемпіонату Білорусі: 2011
- Володар Кубка Білорусі: 2010-11
- Володар Суперкубка Білорусі: 2012

 «Зімбру»
- Володар Кубка Молдови: 2013/14
- Володар Суперкубка Молдови: 2014

 «Спартакс»
- Чемпіон Латвії: 2016